# 崑山小橫塘天主堂
崑山聖母進教之佑堂，又名小橫塘天主堂，是位於中國江蘇省崑山市的一家天主教堂，屬天主教蘇州教區。

## 堂名
早年以聖母聖衣為主保，改革開放落實政策後改名聖母聖誕。易地重建的過程中又改名為「進教之佑」。

## 歷史
第一代聖堂在1911年落成，當時可容納1,000人，1949年中共建政後，聖堂被充公，成為崑山市城南中學所在地。隨後教堂得原地重建，並於1992年落成。十年後再度拆除重建。
新堂座落於崑山市柏廬公園，2004年開始設計，分兩期共十二年重建及擴建，於2016年5月2日由教區徐宏根主教祝聖。

## 建築特色
新教堂以現代建築風格設計，呈船形，其三尖建築形態象徵天主「三位一體」。主尖頂高75米，使之成為全國最高的天主教堂建築。可容納2,000人。
聖堂銅製大門刻有包括二十端玫瑰經奧蹟在內的不同畫像。堂內主祭台正中的大型壁畫主題是「天國聖宴」，表示著將來在天國中的歡樂盛况。中央繪有耶穌與十二宗徒，下方還有在中國教會發展過程中有比較影響力的六位外籍傳教士聖人和六位中華殉道聖人。